# 半吻鼠海豚属

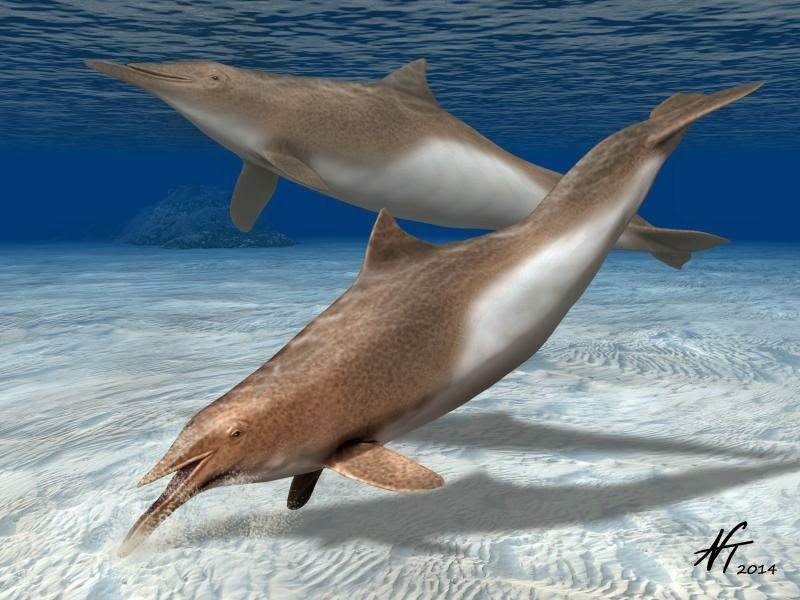
半吻鼠海豚復原圖

半吻鼠海豚属，又稱為半吻豚屬，是鼠海豚科下的一个已滅絕的属，生存於500至150萬年前的上新世時期，化石發現於美國加州。牠們最顯著的特徵在於其十分突出的下頜，下頜骨聯合長度可達85 cm（33英寸），相較之下，現存鼠海豚的長度期聯合長度僅有1至2 cm（0.39至0.79英寸）。科學家認為這樣的下顎結構讓牠們得以去探查沿海或河口灣沉積物中的食物，並將之鏟起捕食。半吻鼠海豚得名自牠們獨特的嘴部結構，其上顎的長度約僅有下顎的一半長，因此以半吻稱之。

## 下属物种
本属包括以下物种：
- Semirostrum ceruttii Racicot et al., 2014[3]

## 外部連結
- 维基共享资源上的相關多媒體資源：Semirostrum
- 維基物種上的相關：Semirostrum